# Triphora pusilla
Triphora pusilla är en orkidéart som först beskrevs av Heinrich Gustav Reichenbach och Johannes Eugen ius Bülow Warming, och fick sitt nu gällande namn av Rudolf Schlechter. Triphora pusilla ingår i släktet Triphora och familjen orkidéer. Inga underarter finns listade i Catalogue of Life.

## Bildgalleri

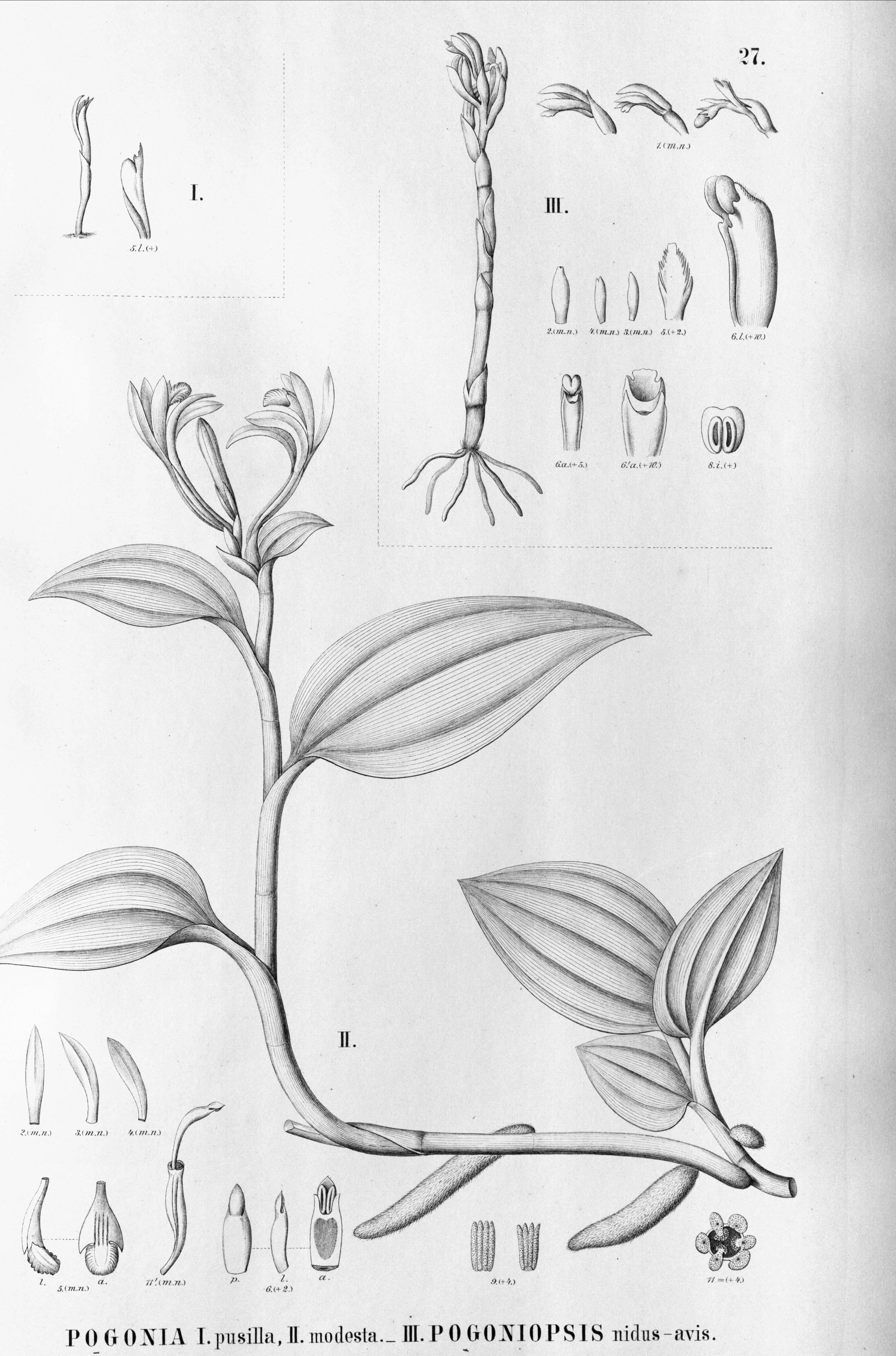